# سانتياغو مايدانا
سانتياغو مايدانا (بالإسبانية: Santiago Maidana)‏ هو لاعب كرة قدم أرجنتيني في مركز الوسط، ولد في 2 فبراير 1991 في مونرو في الأرجنتين. لعب مع تولسا روناكس.

## وصلات خارجية
- سانتياغو مايدانا على موقع قاعدة بيانات كرة القدم.إي يو (الإنجليزية)
- سانتياغو مايدانا على موقع Soccerway.com (الإنجليزية)